# 森幸子
岡本 幸子（おかもと さちこ、1985年2月11日 - ) は、千葉県出身の女優・脚本家。
愛称は、さっちゃん、モリサチ、サチ坊、不幸子など。

## 人物
- 高校時代は生徒会で会計を担当。足が速く体育祭ではいつも選手だった。
- モノマネが得意である。モノマネのレパートリーにはドナルドダック、スーパーマリオブラザーズのマリオのジャンプ音、まんが日本昔ばなし、アンパンマンのチーズ（犬）などがある。
- 好きな食べ物は豚キムチ。好きな味噌汁の具はなめこ。
- 好きな女優は大竹しのぶ、宮沢りえ。
- 好きなTVドラマは冷たい月、未成年。
- 2012年より芸名を森 幸子から岡本 幸子に改名。[1]

## 出演
- インターネット動画配信番組「ひかり荘」に度々出演していた。
- 2007年8月9日より、友人で女優の小林恵子（こばやしけいこ）とのユニット「ココモコ」の活動を開始。

映画
- 主演した映画「ピュア・ラヴ　〜あなたに会えてよかった〜」（江村福神 監督） が公開

舞台
《2004年》
- 演劇集団らぶかんとりぃ　『しるす』アルテパティオ　作・演出・出演

《2005年》
- 演劇集団らぶかんとりぃ　『きげき』アルテパティオ　作・演出・出演

《2006年》
- PROPAGANDA STAGE『家族屋』東京芸術劇場　小ホール　出演
- ショウデザイン舎　岸田理生追悼公演『嘘夢花の物語』アゴラ劇場　出演
- 劇団BLUESTAXI『東京アカイイト』中野ザ・ポケット　出演

《2007年》
- 劇団BLUESTAXI『落ちた男』中野ザ・ポケット　出演
- だるま座『ゴジラ』アトリエだるま座　出演

《2008年》
- 東京遊劇手『秘密結社』シアターモリエール　出演
- U.S BLUNCH THEATER『ノミネーションプリーズ』大井町きゅりあん　出演

《2009年》
- 東京遊劇手『ベリーメリーゴーランド』シアター711　出演
- 天然果実『VOLUME』王子小劇場　出演
- U.S BLUNCH THEATER『結婚しようよ！』TACCS1179　出演
- 芝居のキングモンキー『地球の想い出』中野ザ・ポケット　出演
- 劇団八町荒し『岡崎クリステル』新宿シアターミラクル　出演

《2010年》
- 天然果実『Water Cooler』ギャラリーLEDECO　出演

《2011年》
- まじんプロジェクト　『愛はガツン』　赤坂レッドシアター　出演

《2012年》
- まじんプロジェクト　『くれない坂の猫』　赤坂レッドシアター　出演

テレビ
- 2009年12月19日放送、フジテレビ「ザ・ベストハウス123」、性同一性障害逆転夫婦の感動物語の再現VTRに出演

スマホアプリ
- 2012年4月4日より　毎週水曜日　12時半から放送中
- 『Wallop』　〜　幸子の幸せ時間（タイム）　〜